# Élections législatives de 1819 dans l'Aisne
Les élections législatives françaises de 1819 se déroulent le 11 septembre 1819. Elles interviennent dans le cadre du renouvellement partiel de la Chambre des députés, à hauteur d'un cinquième des représentants, prévu par la loi Lainé de 1817.
Dans l'Aisne, quatre députés sont à élire dans le cadre d'un scrutin plurinominal majoritaire.

## Mode de scrutin
Le département dispose de quatre représentants pour la Chambre des députés des départements, d'après la loi Lainé de 1817, qui sont élus au suffrage direct par un collège unique réuni au chef-lieu de département. Sont électeurs tous les citoyens d'au moins 30 ans payant au moins 300 francs d'impôts directs. Sont éligibles tous les citoyens d'au moins 40 ans payant au moins 1 000 francs d'impôts directs.

## Élus
| Alexis Dubois de Courval*                       |  | Constitutionnels | Charles Henri Le Carlier d'Ardon     |  | Constitutionnels |
| Antoine Paporet*                                |  | Constitutionnels | Guillaume-Xavier Labbey de Pompières |  | Constitutionnels |
| Martin Gaudin                                   |  | Constitutionnels | Maximilien Foy                       |  | Constitutionnels |
| Joseph Genech de Sainte-Aldegonde               |  | Ultra-royalistes | Alexandre Méchin                     |  | Constitutionnels |
| * député sortant ne se représentant pas en 1819 |  |                  |                                      |  |                  |

## Résultats

### Résultats globaux
|                | Constitutionnels | 731            | 76,87 | 4      |  |  |
|                |                  |                |       |        |  |  |
|                | Ultra-royalistes | 220            | 23,13 | 0      |  |  |
|                |                  |                |       |        |  |  |
| Exprimés       | Exprimés         | Exprimés       | 951   | 87,28  |  |  |
| Blancs et nuls | Blancs et nuls   | Blancs et nuls | 139   | 12,72  |  |  |
| Total          | Total            | Total          | 1 089 | 72,84  |  |  |
| Abstention     | Abstention       | Abstention     | 406   | 27,16  |  |  |
| Inscrits       | Inscrits         | Inscrits       | 1 495 | 100,00 |  |  |

### Résultats détaillés
- Députés sortants : 
  - Alexis Dubois de Courval (Constitutionnels)
  - Joseph Genech de Sainte-Aldegonde (Ultra-royalistes)
  - Antoine Paporet (Constitutionnels)
  - Martin Gaudin (Constitutionnels).

- Députés élus : 
  - Charles Henri Le Carlier d'Ardon (Constitutionnels)
  - Guillaume-Xavier Labbey de Pompières (Constitutionnels)
  - Maximilien Sébastien Foy (Constitutionnels)
  - Alexandre Méchin (Constitutionnels).

|                  | Charles Henri Le Carlier d'Ardon     | Constitutionnels | 761   | 80,06  | 1 |  |  |
|                  | Guillaume-Xavier Labbey de Pompières | Constitutionnels | 666   | 70,07  | 1 |  |  |
|                  | Maximilien Foy                       | Constitutionnels | 622   | 65,44  | 1 |  |  |
|                  | Alexandre Méchin                     | Constitutionnels | 573   | 60,28  | 1 |  |  |
|                  |                                      |                  |       |        |   |  |  |
|                  | Martin Gaudin*                       | Constitutionnels | 300   | 31,56  | 0 |  |  |
|                  | François-Auguste Fauveau de Frénilly | Ultra-royalistes | 220   | 23,15  | 0 |  |  |
|                  | Joseph Genech de Sainte-Aldegonde*   | Ultra-royalistes | 220   | 23,15  | 0 |  |  |
|                  | Jean Le Carlier de Colligis          | Ultra-royalistes | 220   | 23,15  | 0 |  |  |
|                  | Charles Berthelot de la Villeurnoy   | Ultra-royalistes | 220   | 23,15  | 0 |  |  |
|                  |                                      |                  |       |        |   |  |  |
| Exprimés         | Exprimés                             | Exprimés         | 951   | 87,28  |   |  |  |
| Blancs et nuls   | Blancs et nuls                       | Blancs et nuls   | 139   | 12,72  |   |  |  |
| Total            | Total                                | Total            | 1 089 | 72,84  |   |  |  |
| Abstention       | Abstention                           | Abstention       | 406   | 27,16  |   |  |  |
| Inscrits         | Inscrits                             | Inscrits         | 1 495 | 100,00 |   |  |  |
| * député sortant |                                      |                  |       |        |   |  |  |

## Rappel des résultats départementaux des élections législatives de 1816

### Élus en 1816
| Collège               | Élu   | Élu              | Élu                               | Élu                  | Battu            | Battu            | Battu            | Battu                |
| Collège               | Parti | Parti            | Nom                               | % suffrages exprimés | Parti            | Parti            | Nom              | % suffrages exprimés |
| Collège               | Parti | Parti            | Nom                               | Tour unique          | Parti            | Parti            | Nom              | Tour unique          |
| --------------------- | ----- | ---------------- | --------------------------------- | -------------------- | ---------------- | ---------------- | ---------------- | -------------------- |
| Collège départemental |       | Constitutionnels | Antoine Paporet                   | 75,43 %              | Pas d'adversaire | Pas d'adversaire | Pas d'adversaire | Pas d'adversaire     |
| Collège départemental |       | Constitutionnels | Martin Gaudin                     | 68,00 %              | Pas d'adversaire | Pas d'adversaire | Pas d'adversaire | Pas d'adversaire     |
| Collège départemental |       | Constitutionnels | Alexis Dubois de Courval          | 61,71 %              | Pas d'adversaire | Pas d'adversaire | Pas d'adversaire | Pas d'adversaire     |
| Collège départemental |       | Ultra-royalistes | Joseph Genech de Sainte-Aldegonde | 56,00 %              | Pas d'adversaire | Pas d'adversaire | Pas d'adversaire | Pas d'adversaire     |